# 루테튬
루테튬(←영어: Lutetium 루티시엄[*], 문화어: 루테티움←독일어: Lutetium 루테치움[*])은 화학 원소로 기호는 Lu(←라틴어: Lutetium 루테티움[*]), 원자 번호는 71이다. 희토류 원소에 속하는 금속으로, 이트륨과 함께 산출되며, 합금이나 다른 공정의 촉매로 사용된다. 루테튬은 주기율표의 화학 계열에서 전이 금속 위치에 있으나, 보통 란타넘족으로 분류한다. 독일에서는 1949년까지 카시오페이움(Cassiopeium, 기호 Cp)으로 불렀다.
루테튬은 1907년 프랑스 과학자 조르주 위르뱅(Georges Urbain), 오스트리아 광물학자 프라이헤어 카를 아우어 폰 벨스바흐(Baron Carl Auer von Welsbach) 및 미국 화학자 찰스 제임스에 의해 독립적으로 발견되었다. 이 연구자들은 모두 이전에 전적으로 이터븀으로 구성되어 있다고 생각되었던 광물 이터비아에서 불순물로서 루테튬을 발견했다. 발견의 우선순위에 대한 논쟁은 곧 발생했으며, 위르뱅과 벨스바흐는 상대방의 출판된 연구에 영향을 받은 결과를 출판했다고 서로를 비난했다. 위르뱅이 이전에 자신의 결과를 발표했기 때문에 명명의 영예는 위르뱅에게 돌아갔다. 그는 새로운 원소에 루테슘이라는 이름을 선택했지만 1949년에 철자가 루테튬으로 변경되었다. 1909년에 마침내 위르뱅에게 우선권이 부여되었고 그의 이름이 공식 이름으로 채택되었다. 그러나 벨스바흐가 제안한 71번 원소에 대한 카시오페이움(또는 나중에 카시오페이움)이라는 이름은 1950년대까지 많은 독일 과학자들에 의해 사용되었다.
루테튬은 지각에서 은보다 훨씬 더 흔하지만 특별히 풍부한 원소는 아니다. 구체적으로 이용된 사례는 거의 없다. 루테튬-176은 상대적으로 풍부한(2.5%) 방사성 동위원소로 반감기가 약 380억년으로 광물과 운석의 나이를 결정하는 데 사용된다. 루테튬은 일반적으로 이트륨 원소와 결합하여 발생하며 때때로 금속 합금 및 다양한 화학 반응의 촉매제로 사용된다. 177Lu-DOTA-TATE는 신경내분비 종양에 대한 방사성 핵종 요법(핵의학 참조)에 사용된다. 루테튬은 890-1300 MPa로 란타나이드 중에서 브리넬 경도가 가장 높다.